# Шнидер, Патрик
Патрик Шнидер (нем. Patrick Schnieder, род. 1 мая 1968 года, Кильбург, ФРГ) — немецкий политик и юрист, член Христианско-демократического союза Германии (ХДС). С 27 октября 2009 года является депутатом Бундестага от федеральной земли Рейнланд-Пфальц. С 6 мая 2025 года занимает пост федерального министра транспорта в правительстве канцлера Фридриха Мерца.

### Образование и профессиональная деятельность
Патрик Шнидер вырос в Бирресборне (район Вульканайфель) вместе с тремя братьями, включая Гордона Шнидера. В 1987 году окончил гимназию Святого Матфея в Герольштайне. С 1987 по 1988 год проходил срочную военную службу в казарме Генриха Герца в Дауне. Изучал юриспруденцию в Боннском университете, где вступил в католическое студенческое объединение K.D.St.V. Novesia Bonn. С 1995 по 1997 год проходил юридическую стажировку, а в 1998 году получил лицензию адвоката. До 1999 года работал в юридической фирме. С 1999 по 2009 год занимал должность бургомистра объединённой общины Арцфельд в районе Битбург-Прюм.

### Политическая карьера
В 1984 году вступил в ХДС и Молодёжный союз. С 1991 по 1994 год возглавлял районное отделение Молодёжного союза в Дауне. С 1994 по 1998 год был членом районного совета Даун, а с 1999 года — районного совета Битбург-Прюм. В 2006 году был переизбран бургомистром Арцфельда с результатом 87% голосов. С 2004 по 2010 год возглавлял фракцию ХДС в районном совете Битбург-Прюм. С 2000 по 2011 год входил в земельное правление Коммунального объединения ХДС Рейнланд-Пфальца (KPV), а с 2003 по 2011 год был председателем окружного отделения KPV в Трире. С 2010 по ноябрь 2012 года возглавлял окружное отделение ХДС в Трире.
С ноября 2011 по март 2018 года занимал пост генерального секретаря ХДС Рейнланд-Пфальца. В сентябре 2015 года был переизбран на эту должность с результатом 98,2% голосов делегатов. На выборах в Бундестаг 2017 года был ведущим кандидатом ХДС Рейнланд-Пфальца. На выборах 26 сентября 2021 года вновь выиграл свой избирательный округ с результатом 30,1%.

### Деятельность в Бундестаге
С 2009 года является депутатом Бундестага от избирательного округа Битбург. Является постоянным членом и уполномоченным Комитета по проверке выборов, иммунитету и регламенту, а также постоянным членом Совместного комитета и Совета старейшин. В 20-м созыве (2021–2025) был заместителем члена Комитета по транспорту и цифровой инфраструктуре и Комитета по проверке выборов.
С 2017 по 2025 год возглавлял земельную группу ХДС Рейнланд-Пфальца в Бундестаге. С 2018 по 2025 год был одним из парламентских управляющих фракции ХДС/ХСС.
Является членом нескольких парламентских групп: Рабочей группы по вопросам местного самоуправления фракции ХДС/ХСС, Парламентской группы по вопросам малого и среднего бизнеса, Стефанус-круга, а также председателем Германо-бельгийско-люксембургской парламентской группы (BENELUX). С 2019 года является членом Германо-французского парламентского собрания.

### Федеральный министр транспорта (с 2025 года)
6 мая 2025 года назначен федеральным министром транспорта в правительстве канцлера Фридриха Мерца.

## Общественная деятельность
Активно участвует в общественной жизни своего родного региона Эйфель. С 2000 по 2009 год возглавлял туристическое объединение Islek в трёхграничном регионе Германии, Бельгии и Люксембурга. С 2003 по 2009 год был членом административного совета EuRegio SaarLorLux+ asbl, а с 2002 по 2012 год — заместителем председателя объединения Islek ohne Grenzen EWIV. С 2001 года является председателем местного отделения Немецкого Красного Креста в Арцфельде и с 2007 года — членом правления ассоциации друзей и спонсоров больницы Святого Иосифа в Прюме, одним из основателей которой он является. Также входит в административный совет люксембургского культурного центра CUBE 521 в Марнахе и участвует в деятельности Немецкого общества Святой Земли.

## Членства
Состоит в следующих парламентских группах: Рабочая группа по вопросам местного самоуправления фракции ХДС/ХСС, Парламентская группа по вопросам малого и среднего бизнеса, Стефанус-круг, Германо-бельгийско-люксембургская парламентская группа, Германо-итальянская парламентская группа, Германо-японская парламентская группа, Германо-южноамериканская парламентская группа, Парламентская группа Европейского союза в Бундестаге.

## Личная жизнь
Патрик Шнидер женат и исповедует римско-католическую веру. Его брат, Гордон Шнидер, является депутатом ландтага Рейнланд-Пфальца от ХДС.

## Награды и отличия
- 2008: Рыцарь Ордена Святого Гроба Господнего в Иерусалиме.